# Мељадино Сан Витале
Мељадино Сан Витале (итал. Megliadino San Vitale) је насеље у Италији у округу Падова, региону Венето.
Према процени из 2011. у насељу је живело 1488 становника. Насеље се налази на надморској висини од 9 м.

## Становништво
Према резултатима пописа становништва 2011. у општини је живело 1.977 становника.
| 1951. | 1961. | 1971. | 1981. | 1991. | 2001. | 2011. |
| ----- | ----- | ----- | ----- | ----- | ----- | ----- |
| 2.826 | 2.361 | 2.099 | 2.068 | 2.072 | 1.946 | 1.977 |